# Tratado de Ciudad Juárez

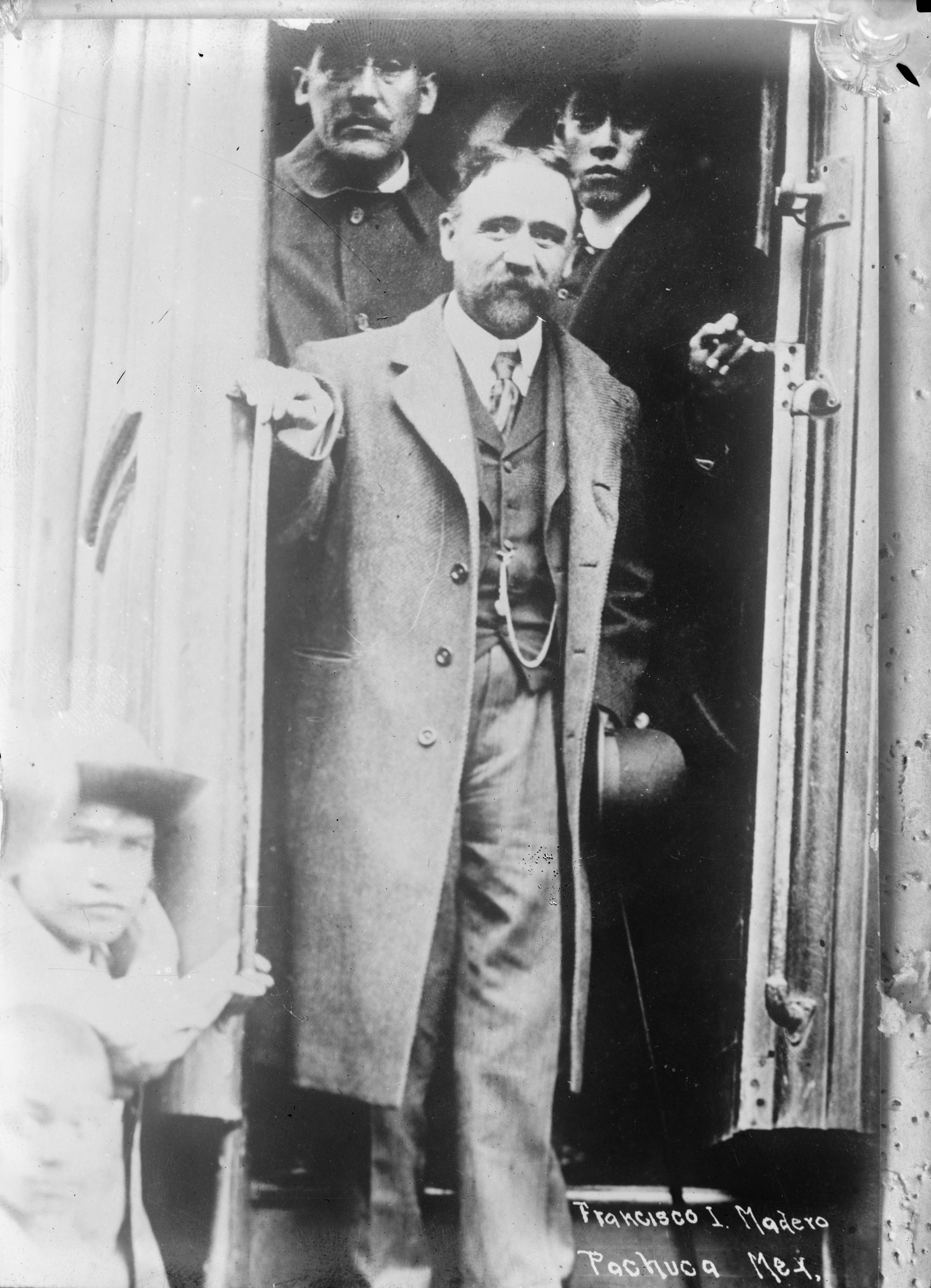
Francisco Madero à chegada em Pachuca em 1911

O Tratado de Ciudad Juárez foi um tratado de paz assinado entre o então Presidente do México, Porfirio Díaz, e o revolucionário Francisco Madero em 21 de maio de 1911. O tratado pôs fim aos combates entre as forças que apoiavam Madero e as de Díaz e como tal concluiu a fase inicial da Revolução Mexicana.
O tratado estipulava que Díaz, bem como o seu vice-presidente Ramón Corral, renunciariam aos seus cargos no final de maio, e que o seu substituto seria Francisco León de la Barra que exerceria funções como presidente interino até que houvesse eleições. Como resultado, Díaz abandonou o México, exilando-se na França.
É significativo o facto de o tratado não mencionar nem instituir quaisquer reformas sociais que Madero havia vagamente prometido em ocasiões anteriores. Além disso, o estado Porfiriano era deixado quase intacto. Adicionalmente, Madero apoiou a ideia impopular de que todas as disputas de terras seriam resolvidas nos tribunais, onde dominavam os juízes idosos, o que levou a surtos de violência esporádicos, particularmente nas áreas rurais.
Em 7 de junho de 1911, Madero entrou na Cidade do México e em outubro desse mesmo ano foi eleito presidente, juntamente com José María Pino Suárez, o seu companheiro de candidatura, que foi eleito vice-presidente.

## Desenvolvimentos militares conducentes ao tratado
A rebelião contra o governo de Porfirio Díaz estalou no final de 1910, após Díaz ter mandado prender o seu rival Francisco Madero e anunciado a sua própria vitória numa eleição fraudulenta. As anteriores promessas vagas de uma reforma agrária por parte de Madero haviam atraído muitos apoiantes. Ele próprio escapou da prisão e fugiu para o Texas, de onde proclamou o seu famoso Plano de San Luis Potosí. Este manifesto apelava a um levantamento armado contra o Porfiriato e ao estabelecimento de eleições livres e democráticas. Como resposta à proclamação de Madero, em novembro de 1910 tiveram início confrontos violentos por todo o México.

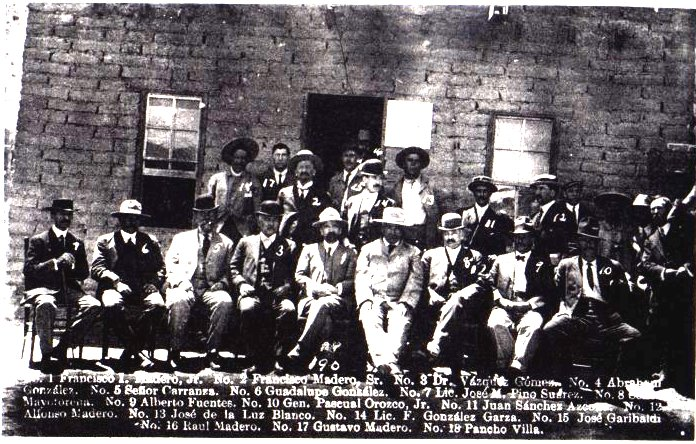
Fotografia oficial dos vencedores da Batalha de Ciudad Juárez. Madero está sentado ao centro, Orozco à extrema direita, e Villa está em pé, à esquerda

No distrito de Guerrero em Chihuahua, Pascual Orozco atacou tropas federais e enviou os seus cadáveres a Díaz com a mensagem, "Ahí te van las hojas, mándame más tamales" ("Aqui vão as folhas, manda-me mais tamales.") Iniciou então operações que ameaçavam Ciudad Juárez. Adicionalmente, a rebelião de Madero tinha também o apoio político de Abraham González, que concordava com o Plano de San Luis Potosí.
Quase pela mesma altura, o descontentamento agrário no estado de Morelos tornou-se numa rebelião sob a liderança dos irmãos Zapata, Emiliano e Eufemio.

### Orozco e Villa tomam Ciudad Juárez

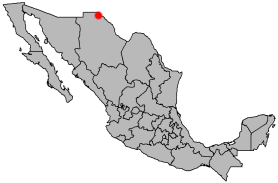
Ciudad Juárez situa-se na fronteira entre o México e os Estados Unidos. A sua localização teve um papel importante na batalha pela cidade e a preocupação com uma possível intervenção dos Estados Unidos atrasou o ataque dos rebeldes

Encorajado pelas notícias das revoltas, Madero cruzou a fronteira de regresso ao México em fevereiro de 1911. Juntaram-se-lhe Pancho Villa e Orozoco e em abril o exército começou a aproximar-se de Ciudad Juárez. Orozco e Villa seguiram à frente com 500 homens cada, enquanto Madero os seguiu com 1 500 cavaleiros. A cidade foi sitiada no final do mês, depois de o exército de Madero ter encontrado alguma resistência nos campos de Chihuahua. Madero pediu a rendição do comandante da guarnição de cidade, o que este último recusou, esperando que as fortificações que ele havia construído lhe permitiriam defender a cidade até à chegada de reforços. Preocupado também com a possibilidade de que um ataque direto à cidade poderia fazer com que obuses de artilharia caíssem do outro lado da fronteira, o que poderia provocar uma intervenção externa, e perante uma série de propostas de paz de Díaz, Madero hesitou em atacar a cidade, ordenando mesmo que os seus comandantes levantassem o cerco. Contudo, Orozco desrespeitou esta ordem e, juntamente com Villa, atacou. Após dois dias de combates a cidade caiu nas mãos dos insurreicionistas. Madero interveio pessoalmente para que fosse poupada a vida do comandante da guarnição da cidade, general Navarro, o qual tanto Orozco como Villa queriam ver executado pelas execuções de prisioneiros de guerra rebeldes. Isto, em conjunto com o facto de que ambos os líderes foram ignorados por Madero nas suas nomeações políticas, ofendeu-os e alienou-os dele.

### Zapata no centro e sul do México

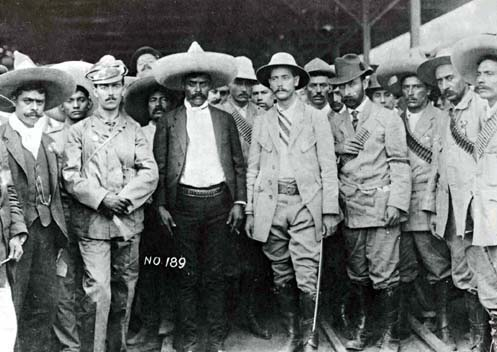
Emiliano Zapata e o seu pessoal juntamente com o general Manuel Asúnsolo e o revolucionário Abraham González em Cuernavaca em abril de 1911

Quase ao mesmo tempo que Villa e Orozoco marchavam sobre Ciudad Juárez, a revolta zapatista ganhava força e alastrava aos estados de Puebla, Tlaxcala, Mèxico, Michoacán e Guerrero. Em 14 de abril, Madero designou oficialmente Emiliano Zapata como seu representante na região. Contudo, Zapata pensava que se não controlasse totalmente todas as principais localidades de Morelos pela altura em que Madero concluísse as negociações com Díaz, as exigências do seu movimento agrário e a questão da autonomia de Morelos seriam ignoradas ou colocadas em segundo plano. A primeira ação militar de Zapata foi tomar a localidade de Chinameca, onde obteve mantimentos essenciais. Subsequentemente, Zapata, por razões políticas e estratégicas, decidiu atacar a cidade de Cuautla. Porém, para confundir os seus adversários, começou por atacar as localidades de Izúcar de Matamoros (mais tarde retomada pelas forças federais) e Chietla. A partir dali circundou Cuautla e capturou Yautepec e Jonacatepec onde conseguiu mais mantimentos, munições e soldados. Chegado o mês de maio, dentre os principais centros urbanos da região, apenas Cuautla e a capital de Morelos, Cuernavaca, permaneciam fora do seu controlo.
Zapata iniciou o ataque a Cuautla em 13 de maio, com 4 000 homens contra os 400 soldados de elite do chamado "Quinto de Ouro"; o 5º Regimento de Cavalaria do Exército Federal. A batalha prolongou-se por quase uma semana e tem sido descrita como "seis dos mais terríveis dias de batalha em toda a Revolução". Consistiu em combates casa a casa, e corpo a corpo, e sem quartel de ambos os lados. O general Victoriano Huerta chegou à vizinha Cuernavaca com 600 reforços, mas decidiu não ir em auxílio da guarnição de Cuautla pois temia que a capital se revoltaria na sua ausência. Em 19 de maio, o que restava do "Quinto de Ouro" retirou-se da cidade que foi então ocupada pelos soldados de Zapata.
A captura bem-sucedida de Cuautla tornou Zapata um herói para as pessoas comuns por todo o México e foram escritos novos corridos sobre ele. Após a tomada de Cuautla, o governo federal controlava apenas cinco estados e algumas áreas urbanas. O próprio Porfirio Díaz afirmou mais tarde que, embora sentisse que podia defender-se contra Villa e Orozco em Chihuahua, a queda de Cuautla foi o acontecimento que o persuadiu a acordar a paz com Madero.

## O compromisso

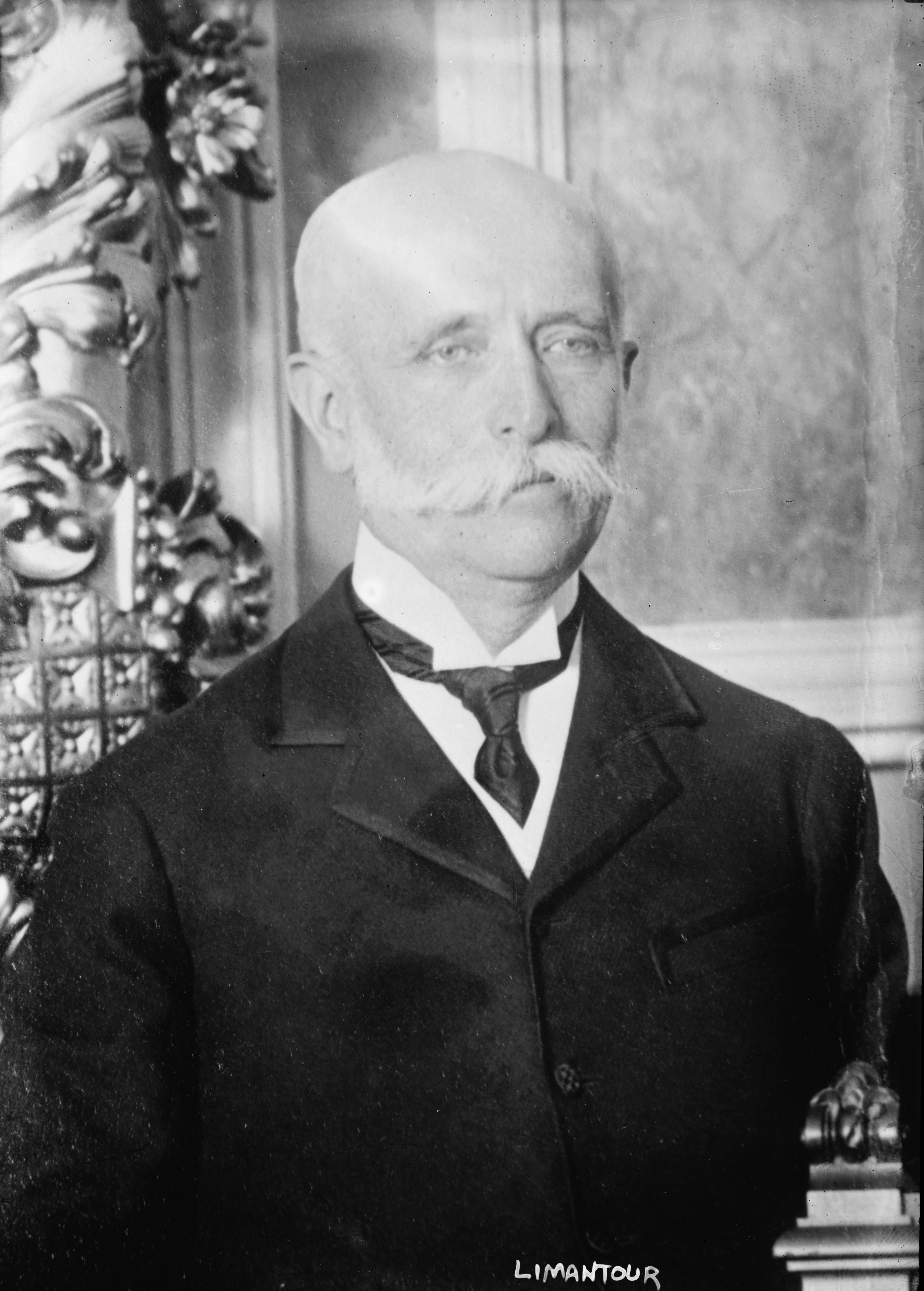
José Yves Limantour, conselheiro de Díaz que o encorajou a renunciar à presidência

Tão cedo como março de 1911, os representantes de Madero encontraram-se em Nova Iorque com o ministro das finanças de Díaz, José Yves Limantour, e com o embaixador do México nos Estados Unidos, para discutirem a possibilidade de paz entre os dois lados. Limantour propôs o fim das hostilidades e ofereceu uma amnistia para todos os revolucionários, a demissão do então vice-presidente Ramón Corral, a substituição de quatro ministros do governo de Díaz e de dez governadores estaduais à escolha de Madero, e ainda o estabelecimento do princípio de "não-reeleição" que impediria Díaz de se candidatar a mais um mandato como presidente (que seria o seu nono). Madero respondeu positivamente embora também afirmasse que qualquer tipo de acordo de paz teria que incluir a renúncia imediata de Díaz.
Confrontado com o cerco de Ciudad Juárez e a rebelião em Morelos, Díaz e os membros do seu governo tornaram-se mais dispostos a negociar e lançaram uma "hábil ofensiva de paz" dirigida a Madero. Tal foi, em grande medida, resultado do pânico gerado entre os grandes proprietários de terras associados ao regime de Díaz (os hacendados) e a elite financeira, os quais representavam uma ala "moderada" dentro do governo. De facto, alguns Porfiristas esperavam que Zapata não tardaria em marchar sobre a própria Cidade do México, a não ser que se concluísse a paz com Madero.
O ponto de vista moderado no interior do governo de Díaz era representado por Jorge Vera Estañol que num memorando para o ministro de relações exteriores escreveu que havia duas revoluções em curso no México: uma revolução política, baseada sobretudo no norte, cujo objetivo era estabelecer eleições livres e remover o próprio Díaz do poder, e uma revolução social cujo objetivo era a "anarquia" e que se alastrava pelo México rural. Estañol recomendou chegar a acordo com o primeiro grupo de revolucionários, concordando com o princípio de não-reeleição e uma amnistia geral, de forma a evitar que o segundo grupo fosse bem-sucedido. Além do seu medo da "anarquia", Estañol estava também preocupado com a possibilidade de a revolução social poder levar a uma intervenção militar do Estados Unidos.
As opiniões de Estañol representavam aquelas de uma parte da classe alta que estava disposta a pôr-se de acordo com pelo menos uma parte da classe média de forma a esmagar as revoltas camponesas, como a de Zapata, que surgiam por todo o México. Limantour, que concordava amplamente com Estañol, tinha o apoio dos financeiros mexicanos, que temiam a degradação do crédito internacional do México e uma crise económica geral como resultado da agitação social em curso, bem como o dos grande proprietários de terras que estavam dispostos a pôr-se de acordo com Madero se tal pusesse fim às revoltas agrárias.

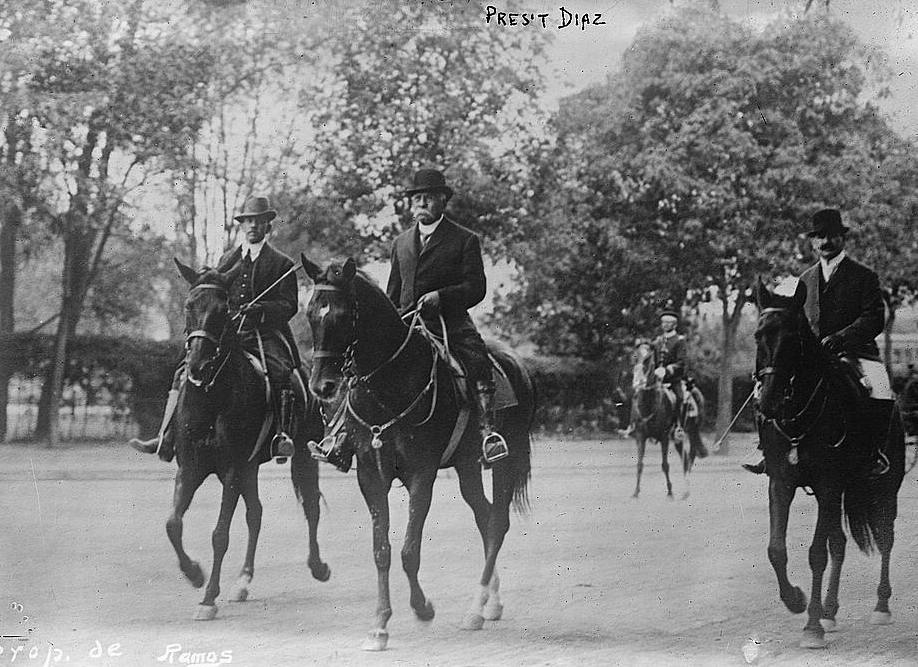
Porfirio Díaz a cavalo em 1910 ou 1911

A este grupo social opunham-se por outro lado os elementos mais reacionários do governo de Díaz, concentrados sobretudo no exército federal, os quais pensavam que os rebeldes deviam ser tratados pela força bruta. Esta facção era representada pelo general Victoriano Huerta, que mais tarde tentaria um golpe de Estado contra Madero. De igual modo, o general, e potencial sucessor de Díaz, Bernardo Reyes escreveu numa carta a Limantour que "a repressão (contra os insurreicionistas) deveria ser levada a cabo com a maior das energias, punindo sem piedade todos quantos participavam na luta armada". Contudo, Díaz acabaria por recusar os conselhos dos seus generais considerando-os uma "fanfarronice à Custer" e escolheu antes buscar fazer a paz com a ala moderada da revolução. Limantour havia conseguido finalmente persuadi-lo a demitir-se.
Ao mesmo tempo, existia desacordo também entre os rebeldes. A "ala esquerda" do movimento revolucionário, representada por Zapata e Orozco (Villa por agora tendia a apoiar Madero), manifestou-se contra quaisquer possíveis compromissos com Díaz. No final as suas suspeitas foram confirmadas, pois o tratado que acabaria por ser assinado negligenciava as questões das reformas social e agrária que eram fundamentais na sua luta.

## Os termos do tratado

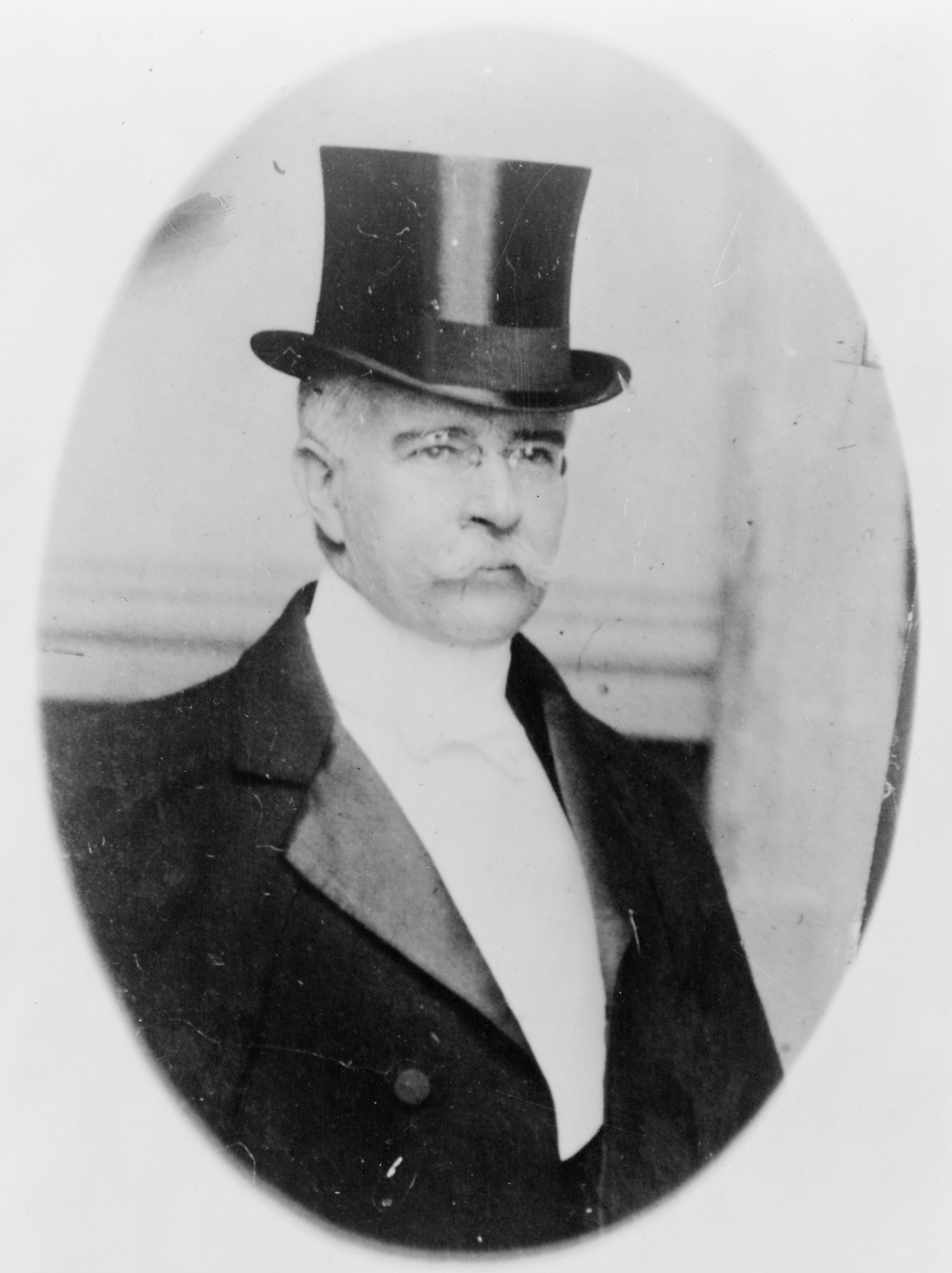
O presidente interino Francisco León de la Barra

O ponto mais relevante do tratado era a demissão de Porfirio Díaz e do seu vice-presidente, Ramón Corral, e que Francisco de la Barra, como presidente interino organizasse eleições livres assim que possível.
Adicionalmente, o tratado estipulava que:
- Seria declarada uma amnistia para todos os revolucionários, sendo dada a alguns deles a opção de concorrerem a postos no Cuerpo de rurales.[1][6]
- As forças revolucionárias seriam desmobilizadas assim que possível e que as forças federais seriam o único exército no México. Esta estipulação visava aplacar o exército, o qual se havia oposto a um compromisso com Madero.[1]
- Madero e os seus apoiantes tinham o direito de nomear catorze governadores estaduais provisórios, bem como de aprovar a composição do governo de la Barra. [1]
- Seriam estabelecidas pensões para os parentes dos soldados que haviam morrido combatendo os rebeldes.[1]
- Polícias e juízes, bem como os legisladores estaduais, que haviam sido nomeados ou "eleitos" durante o governo de Díaz manteriam os seus cargos.[1]

## Implementação e resultados
O tratado foi assinado em 21 de maio. Díaz renunciou conforme acordado, no dia 25 de maio. Francisco de la Barra tornou-se presidente interino. Madero entrou na Cidade do México em 7 de junho.

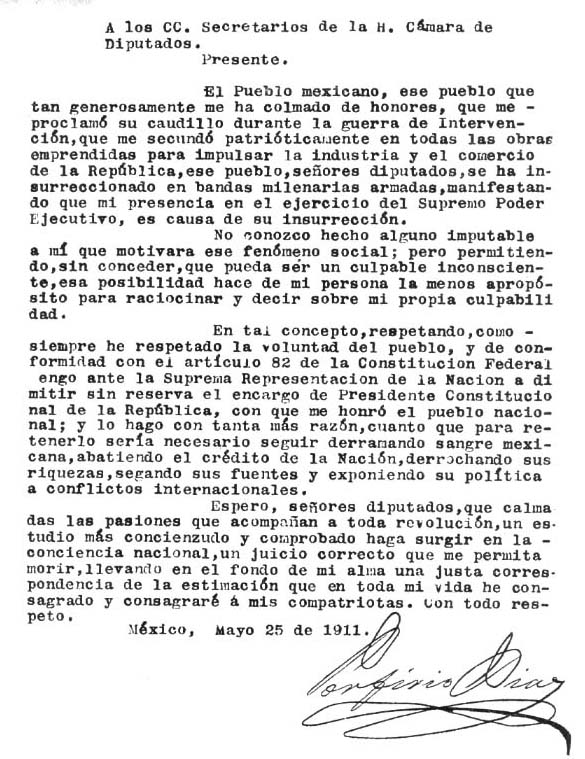
Carta de demissão de Porfirio Díaz

Zapata, porém, recusou reconhecer o governo interino de Francisco de la Barra, e os combates prosseguiram em Morelos. Madero encontrou-se com Zapata em várias ocasiões durante o mês de junho. Embora inicialmente Zapata confiasse em Madero, com o tempo foi ficando cada vez mais preocupado com a possibilidade de que os objetivos da "sua revolução" não estivessem a ser atingidos. Estava particularmente zangado por Madero não planear levar a cabo qualquer tipo de reforma agrária, ou dividir as grandes fazendas. Além disso, a imprensa na Cidade do México, controlada pelos proprietários de terras, começou a referir-se a Zapata como um bandido e os generais federais, como Huerta, continuaram a atacar as suas tropas sob o pretexto de que Zapata não havia desmobilizado, em violação do estabelecido no tratado. Os combates esporádicos prosseguiram no sul do México. Em novembro de 1911, pouco tempo depois da tomada de posse de Madero, Zapata proclamou o seu famoso Plano de Ayala, no qual os Zapatistas repudiavam Madero e em seu lugar reconheciam Pascual Orozco como presidente legítimo e líder da revolução.
Madero granjeou também um grande descontentamento entre outros revolucionários, incluindo Pascual Orozco. O primeiro ato de Madero após a assinatura do tratado foi um gesto de reconciliação com o regime de Díaz. Como resultado do tratado foi-lhe dado o direito de nomear os membros do governo de la Barra. Ele escolheu sobretudo Maderistas da classe alta, incluindo a sua mulher para a posição no tesouro. Manteve também o sistema federal existente, não substituindo os juízes do Supremo Tribunal, os legisladores das assembleias federal e estaduais nem os burocratas das várias agências federais. Venustiano Carranza, que se tornaria um dos principais revolucionários e futuro presidente do México, afirmou que, após o tratado, Madero havia "entregado aos reacionários uma revolução morta pela qual haveria que lutar novamente". Díaz, após partir para o exílio na França, fez a observação "Madero libertou um tigre, vamos ver se consegue controlá-lo".
Orozco que se via como havendo contribuído bastante para a vitória de Madero sobre Díaz, foi nomeado meramente comandante dos rurales em Chihuahua, o que aumentou o seu ressentimento. Quando ele tentou concorrer na eleição do governador do estado, Madero apoiou o seu oponente, Abraham González e finalmente pressionou Orozco para que desistira da corrida. Quando, no seguimento da proclamação do Plano de Ayala, Madero ordenou a Orozco que liderasse as tropas federais para dominar Zapata, Orozco recusou. Em março de 1912, Orozco proclamou o seu Plano de la Empacadora declarando-se formalmente em rebelião contra Madero.